# 阮濟雲

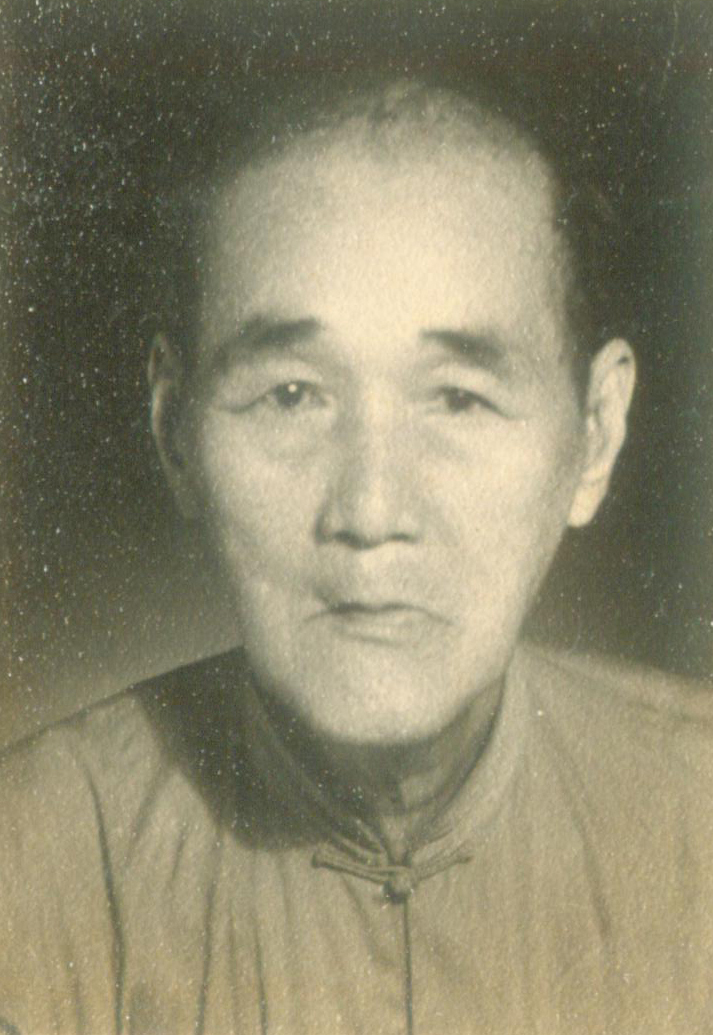
阮濟雲

阮濟雲（1877年—1959年4月），阮奇山之兄。自幼與弟追隨欽州蛇形拳師郭寶全(老洪拳五形之一)，及紅船永春馮小青習拳多年，於1939年日本侵華時由廣東佛山移民安南河內（今越南河内），人稱阮濟或尊稱濟公，當地華人團體“南番順同分會”禮聘阮濟雲，前往廣寧山區鉛鋅礦場，為華人礦工傳授拳技以抗拒當地黑幫。在河內停留四年期間，將拳術傳授給一批警官，之後阮濟雲曾在海防傳揚武技，最後於1954年定居西貢，1954年4月過世。
阮濟雲首創的永春內功拳包括蛇形洪拳、五形洪拳，小練頭、永春木人樁。今日越南傳人稱其拳為永春內功拳(VINH XUAN NOI GIA QUYEN)或蛇形永春拳 。
廣東話「濟雲」與「滯運」同音，所以很多時都減去雲字，自稱阮濟。

## 佛山傳人
留下佛山傳人姚才及弟奇山，轉托於好友詠春名師吳仲素。故導致阮奇山傳人錯誤將歷史混亂。稱其所授的是詠春拳、但奉郭寶全之師父欽州洪拳蛇形羅晚(公)為初祖。

## 永春內功拳之內容
套路除部分蛇形拳路、五形洪拳、紅船永春拳路外，還有小練頭，並無尋橋及標指之套路。參見永春內家拳網內文章(Some Reflections on the Kungfu System of Vietnam Wing Chun) By Si-fu Nguyễn Ngọc Nội。